# Dreamspace
A Dreamspace a Stratovarius nevű finn power metal együttes 3. nagylemeze.
1994-ben került a piacra, a rajta található összes számot Timo Tolkki írta.
Ez az utolsó olyan Strato album, amelyen Tolkki tölti be az énekes szerepét, valamint az első, amelyen Jari Kainulainen játszik basszusgitáron.
A lemez számainak felvétele közben Tuomo Lassila dobos, a zenekar egyik alapító tagja váratlanul 8 hetes pihenőre kényszerült a mindkét kezében fellépő izomfájdalmak miatt. Így végül 5 szám felvételében a Kingston Wall dobosa, Sami Kuoppamäki segédkezett.

## A lemez tartalma
- 1. Chasing Shadows – 4:36
- 2. 4th Reich – 5:52
- 3. Eyes of the World – 6:00
- 4. Hold on to Your Dream – 3:38
- 5. Magic Carpet Ride – 5:00
- 6. We are the Future – 5:23
- 7. Tears of Ice – 5:41
- 8. Dreamspace – 6:00
- 9. Reign of Terror – 3:33
- 10. Thin Ice – 4:31
- 11. Atlantis – 1:09
- 12. Abyss – 5:06
- 13. Wings of Tomorrow – 5:15

## A zenekar felállása
- Timo Tolkki (ének, gitár)
- Jari Kainulainen (basszusgitár)
- Tuomo Lassila (dobok)
- Antti Ikonen (billentyűk)
- Sami Kuoppamäki (dobok – a 3., 4., 6., 7., és a 13. számban)